# 오스카르스함시

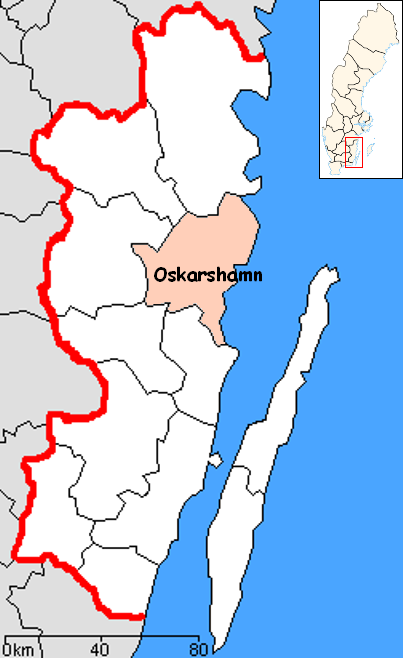
오스카르스함 시의 위치

오스카르스함시(스웨덴어: Oskarshamns kommun)는 스웨덴 칼마르주에 위치한 지방 자치체로 행정 중심지는 오스카르스함이며 면적은 2,277.35km2, 인구는 27,006명(2016년 12월 31일 기준), 인구 밀도는 12명/km2이다.

시 문장